# Distretto di Almar
Il distretto di Almar è un distretto dell'Afghanistan appartenente alla provincia del Faryab. Viene stimata una popolazione di 68.300  abitanti (dato 2012-13).